# آرویو گراند (کالیفرنیا)
آرویو گراند (به انگلیسی: Arroyo Grande) شهری در شهرستان سن لوییز اوبیسپو، کالیفرنیا ایالت کالیفرنیا است که در سرشماری سال ۲۰۱۰ میلادی، ۱۷۲۵۲ نفر جمعیت داشته است.